# Église Sant'Antonio Taumaturgo de Trieste
L'église Sant'Antonio Taumaturgo (Chiesa di Sant'Antonio Nuovo en italien) est une église catholique, principal édifice religieux du Borgo Teresiano et du centre de la ville italienne de Trieste en Italie. Elle est aujourd'hui la plus grande église catholique de Trieste.
Le projet de l' église remonte à 1808, mais les travaux ne débutent qu'en 1825. Elle est située sur la place du même nom, près du Grand Canal de Trieste.

## Histoire
Entre 1768 et 1771, un sanctuaire dédié à saint Antoine de Padoue est construit au bout du Grand Canal, à l'emplacement de l'actuelle église de Sant'Antonio Taumaturgo. Six ans seulement après son inauguration, il est élevé au rang d'église paroissiale.
Après la concession d'Antonio Rossetti de rendre l'accès à la chapelle public, celle-ci devient trop petite pour accueillir l'afflux important de croyants du nouveau quartier marchand en plein essor de Borgo Teresiano. Il est donc décidé de construire une église plus grande, de style baroque, dédiée à Sant'Antonio Nuovo ; la petite église baroque est démolie peu de temps après pour faire place à un bâtiment plus représentatif. Cette structure est achevée vers 1771, mais bientôt elle aussi devient trop petite.
Le premier appel d'offres pour la conception d'un nouveau bâtiment est lancé en 1808, mais n'aboutit pas en raison de l'occupation de Trieste par les Français de 1809 à 1813. En 1823, sur les neuf soumissions au deuxième concours, la proposition de l'architecte tessinois Peter von Nobile l'emporte, devançant Matteo Pertsch, entre autres. Le choix se porte probablement sur le projet néoclassique de Nobile car, malgré le manque d'espace, il propose le dessin d'une construction ambitieuse. La première pierre est posée en octobre 1828. Bien que l'imposante église (92 x 28 m) ne soit consacrée qu'en 1849, le premier service a lieu en avril 1842.
Afin de pouvoir étendre le réseau des rues du centre-ville, la dernière section du Grand Canal, qui atteignait à l'origine le hall d'entrée de l'église, a été comblée en 1934. La Piazza Sant'Antonio Nuovo a été construite sur la zone ainsi acquise.

## Description

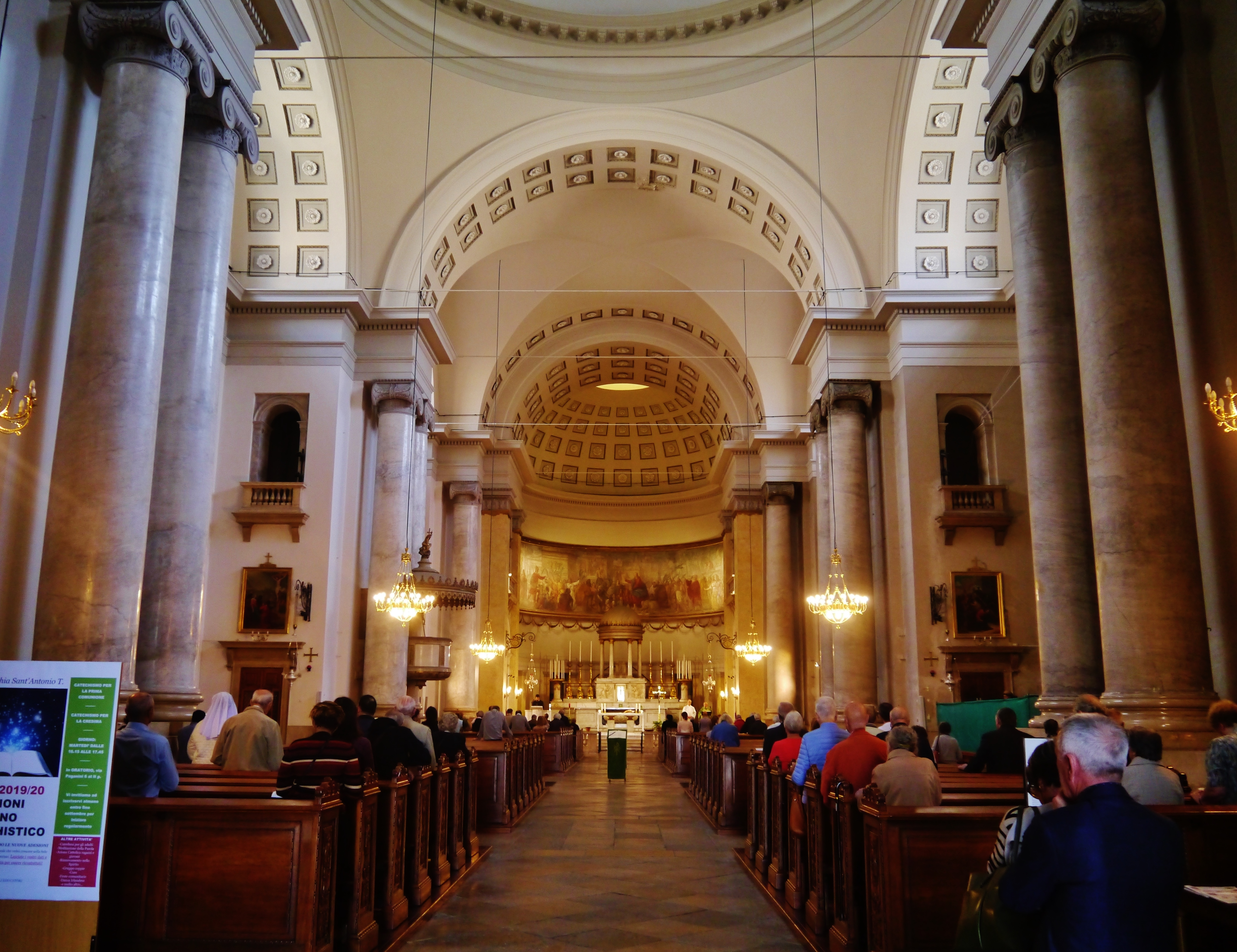
Nef centrale.

### Façade
Conçue dans un style néoclassique, l'église possède un porche de six colonnes ioniques supportant un fronton triangulaire. Au-dessus se trouve une balustrade avec six statues des martyrs de Trieste sculptées par Francesco Bosa en 1842, représentent saint Juste de Trieste, saint Serge, saint Servolo, saint Maur, sainte Euphémie de Chalcédoine et sainte Thècle d'Iconium. Les statues sont surmontées d'un dôme. Deux clochers sont intégrés à la façade à l'arrière du bâtiment. La simplicité linéaire de la façade associée à des motifs classiques rappelle un temple romain.

### Intérieur
L'intérieur de l'église à nef unique est peu décoré. Les doubles colonnes ioniques élancées supportent une voûte à caissons. Le programme iconographique intérieur a été défini par l'architecte Peter von Nobile et le patricien de Trieste Domenico Rossetti et exécuté par des artistes locaux et allemands. Six grands panneaux muraux ont été réalisés :
- Martyre des saints d'Aquilée de Ludovico Lipparini (1840)
- Crucifixion de Joseph Ernst Tunner (1838)
- Saint Antoine d'Odorico Politi (1842)
- Saint Joseph de Josef Schönmann (1839)
- La Présentation au Temple de Felice Schiavoni (1841)
- Sainte Anne élevant la Vierge  de Michelangelo Grigoletti (1838)

Dans la nef se trouvent les œuvres de nombreux peintres vénitiens et allemands des XVIIIe et XIXe siècles dont, dans une chapelle latérale, au-dessus de l'autel, La Visitation de la Vierge (1769) d' Alessandro Longhi, fils de Pietro Longhi. Dans l'abside se trouve une fresque montrant L'entrée du Christ à Jérusalem par Sebastiano Santi (1836). L'autel principal a été conçu par Pietro Nobile et réalisé par Francesco Bosa en 1837.

#### Orgues
En 1958, les deux orgues à tuyaux de l'église sont installés par la société Mascioni, tous deux à traction pneumatique :
- l'orgue principal, sur la cantoria à l'envers de la façade, est l'opus 748 ; il compte 72 jeux sur trois claviers et un pédalier ; il remplace un instrument de Giovanni Battista De Lorenzi de 1834-35, reconstruit en 1922 par Beniamino Zanin ;
- l'orgue mineur, sur la cantoria à gauche du chœur, est l'opus 770 ; il possède 16 jeux sur un seul clavier et pédalier, obtenu avec un système multiple à partir de 4 jeux réels.

Vue depuis le Canal Grande.
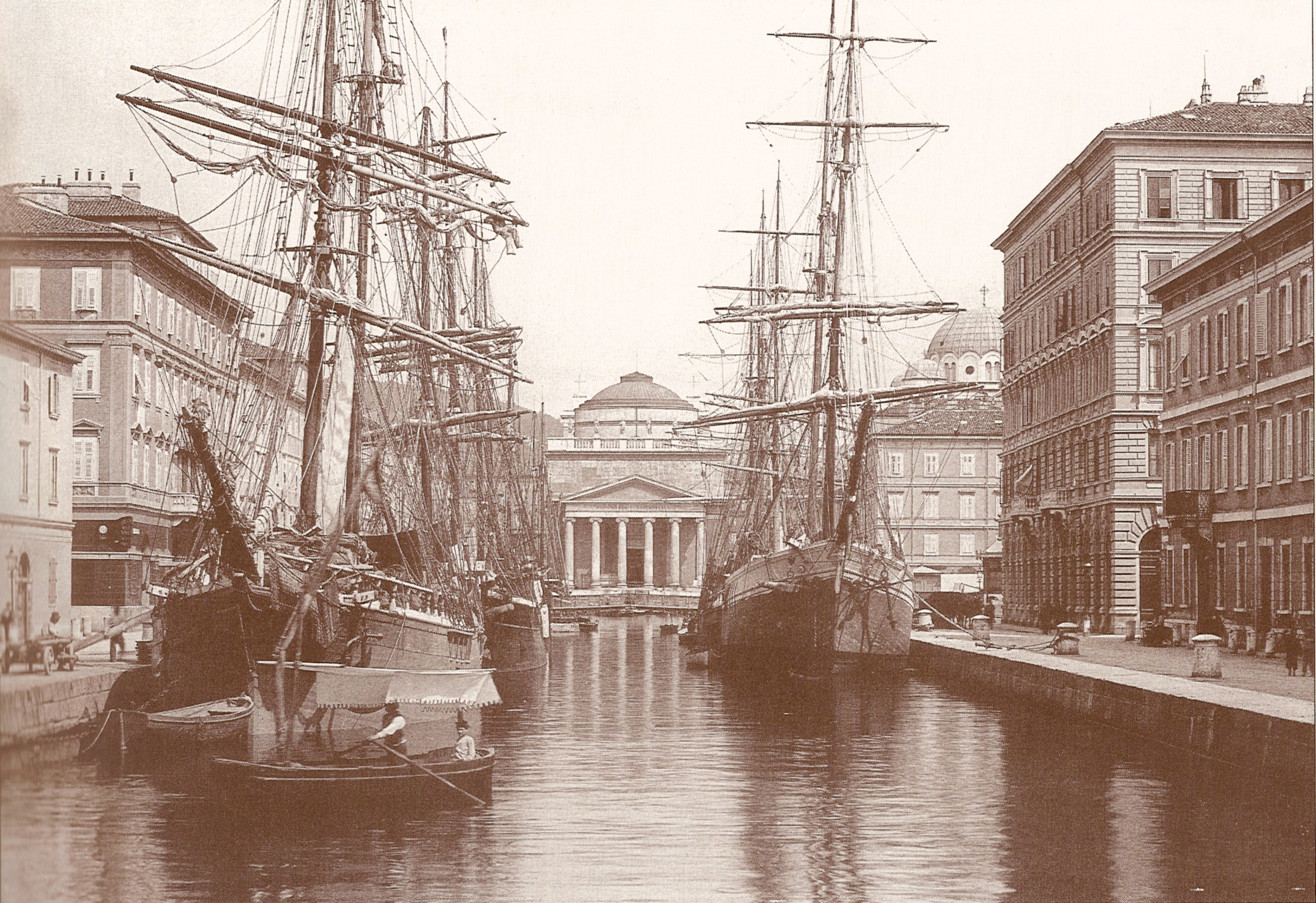
Vue depuis le Canal Grande en 1900.